# George Marshall (filmregissör)
George Marshall, född 29 december 1891 i Chicago, Illinois, död 17 februari 1975 i Los Angeles, Kalifornien, var en amerikansk filmregissör. Marshall var aktiv från stumfilmstiden och framåt.

## Filmografi (i urval)
- 1932 – Här vilar inga lessamheter (även skådespelare)
- 1939 – Ingen ängel
- 1939 – Mej lurar ni inte
- 1940 – Ingen rädder för spöken
- 1941 – Jimmys lyckliga timme
- 1941 – Äventyrare i Texas
- 1945 – Murder, He Says
- 1946 – Blå dahlian
- 1950 – Gentleman i vilda västern
- 1953 – Houdini - utbrytarkungen
- 1953 – Titta, det spökar
- 1958 – Det kom en man från Texas
- 1959 – Lusthuset
- 1959 – När var tar sin
- 1961 – Tjuvar i farten
- 1962 – Så vanns vilda västern